# Jan Brueghel el Jove

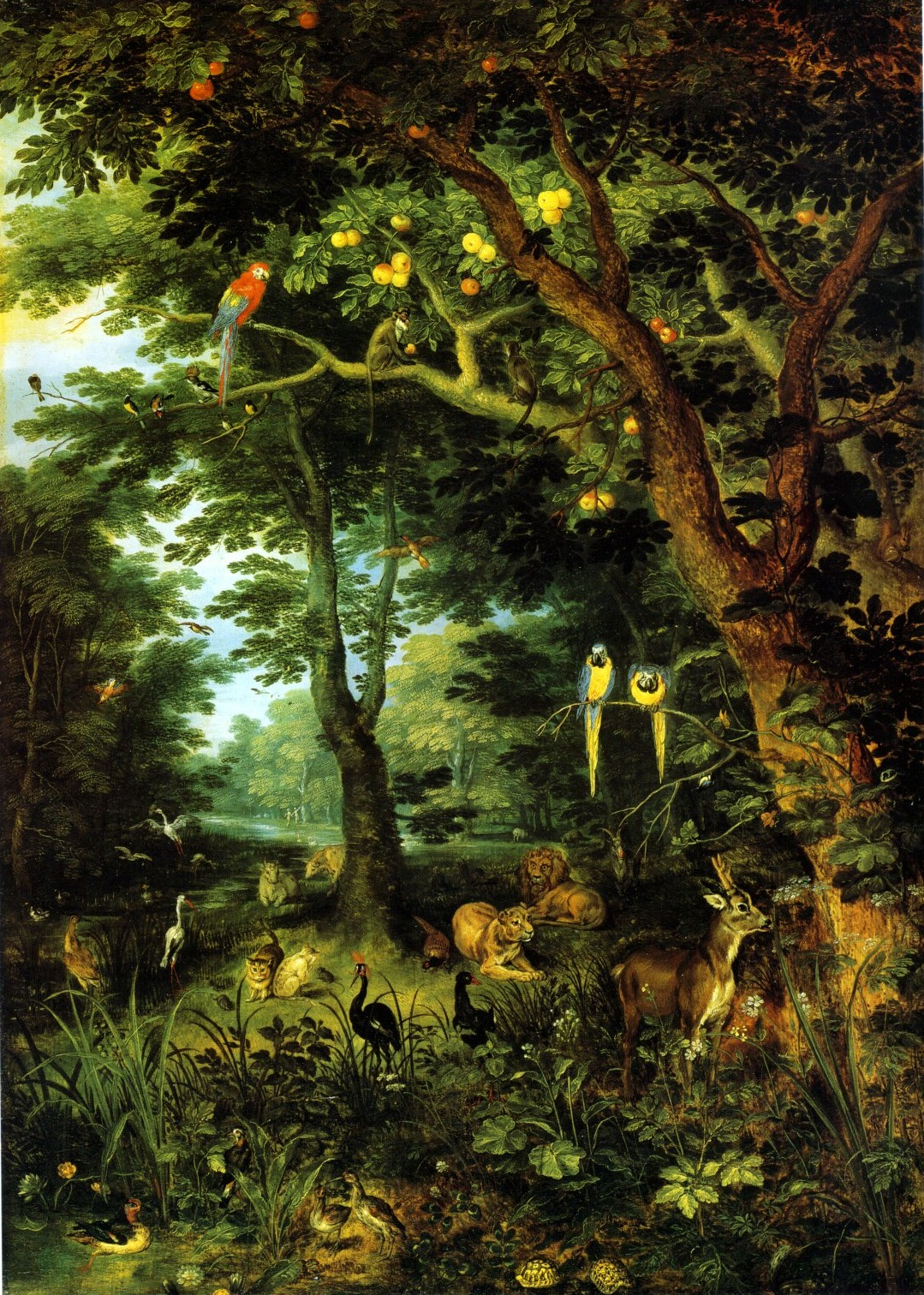
Paisatge pintant per Jan Brueghel el Jove.

Jan Brueghel el Jove (13 de setembre de 1601 - 1 de setembre de 1678), va ser un pintor barroc flamenc, fill de Jan Brueghel el Vell. Va ser entrenat pel seu pare i va passar la seva carrera en la producció d'obres d'un estil similar. Juntament amb el seu germà Ambrosius, va produir paisatges, escenes alegòriques i altres obres de detall meticulós. Brueghel també va copiar les obres del seu pare i les va vendre amb la signatura del seu pare.

## Arbre genealògic de la família
|  |  |                         |                         |                         |                         | Pieter Brueghel el Vell |                         |  |  |                      |                      |                      |                      |                      |                      |  |  |               |               |               |               |               |               |  |  |                       |                       |                       |                       |                       |                       |  |  |
|  |  |                         |                         |                         |                         |                         |                         |  |  |                      |                      |                      |                      |                      |                      |  |  |               |               |               |               |               |               |  |  |                       |                       |                       |                       |                       |                       |  |  |
|  |  |                         |                         |                         |                         |                         |                         |  |  |                      |                      |                      |                      |                      |                      |  |  |               |               |               |               |               |               |  |  |                       |                       |                       |                       |                       |                       |  |  |
|  |  | Pieter Brueghel el Jove | Pieter Brueghel el Jove | Pieter Brueghel el Jove | Pieter Brueghel el Jove | Pieter Brueghel el Jove | Pieter Brueghel el Jove |  |  | Jan Brueghel el Vell | Jan Brueghel el Vell | Jan Brueghel el Vell | Jan Brueghel el Vell | Jan Brueghel el Vell | Jan Brueghel el Vell |  |  |               |               |               |               |               |               |  |  |                       |                       |                       |                       |                       |                       |  |  |
|  |  | Pieter Brueghel el Jove | Pieter Brueghel el Jove | Pieter Brueghel el Jove | Pieter Brueghel el Jove | Pieter Brueghel el Jove | Pieter Brueghel el Jove |  |  | Jan Brueghel el Vell | Jan Brueghel el Vell | Jan Brueghel el Vell | Jan Brueghel el Vell | Jan Brueghel el Vell | Jan Brueghel el Vell |  |  |               |               |               |               |               |               |  |  |                       |                       |                       |                       |                       |                       |  |  |
|  |  |                         |                         |                         |                         |                         |                         |  |  |                      |                      |                      |                      |                      |                      |  |  |               |               |               |               |               |               |  |  |                       |                       |                       |                       |                       |                       |  |  |
|  |  |                         |                         |                         |                         |                         |                         |  |  |                      |                      |                      |                      |                      |                      |  |  |               |               |               |               |               |               |  |  |                       |                       |                       |                       |                       |                       |  |  |
|  |  | Ambrosius Brueghel      | Ambrosius Brueghel      | Ambrosius Brueghel      | Ambrosius Brueghel      | Ambrosius Brueghel      | Ambrosius Brueghel      |  |  | Jan Brueghel el Jove | Jan Brueghel el Jove | Jan Brueghel el Jove | Jan Brueghel el Jove | Jan Brueghel el Jove | Jan Brueghel el Jove |  |  | Anna Brueghel | Anna Brueghel | Anna Brueghel | Anna Brueghel | Anna Brueghel | Anna Brueghel |  |  | David Teniers el Jove | David Teniers el Jove | David Teniers el Jove | David Teniers el Jove | David Teniers el Jove | David Teniers el Jove |  |  |
|  |  | Ambrosius Brueghel      | Ambrosius Brueghel      | Ambrosius Brueghel      | Ambrosius Brueghel      | Ambrosius Brueghel      | Ambrosius Brueghel      |  |  | Jan Brueghel el Jove | Jan Brueghel el Jove | Jan Brueghel el Jove | Jan Brueghel el Jove | Jan Brueghel el Jove | Jan Brueghel el Jove |  |  | Anna Brueghel | Anna Brueghel | Anna Brueghel | Anna Brueghel | Anna Brueghel | Anna Brueghel |  |  | David Teniers el Jove | David Teniers el Jove | David Teniers el Jove | David Teniers el Jove | David Teniers el Jove | David Teniers el Jove |  |  |
|  |  |                         |                         |                         |                         |                         |                         |  |  |                      |                      |                      |                      |                      |                      |  |  |               |               |               |               |               |               |  |  |                       |                       |                       |                       |                       |                       |  |  |
|  |  |                         |                         |                         |                         |                         |                         |  |  | Abraham Brueghel     |                      |                      |                      |                      |                      |  |  |               |               |               |               |               |               |  |  |                       |                       |                       |                       |                       |                       |  |  |